# ۲ام۱۲۰۷
۲ام۱۲۰۷ یک ستاره است که در صورت فلکی قنطورس قرار دارد.